# Primär hivinfektion
Primär hivinfektion, också kallad akut hivinfektion (akut serokonversionssyndrom), är ett sjukdomstillstånd som drabbar uppskattningsvis 40-60 procent av de som smittats med hiv. Tiden från att någon smittats av viruset till att symptomen visar sig varierar från fall till fall, men ett medelvärde är 21 dagar från smittotillfälle till symptom. De flesta symptom, förutom lymfkörtelsvullnad, går över inom en till tre veckor. Hivinfektionen övergår därefter i ett så kallat latensstadium och det kan dröja lång tid för den smittade att märka av att denne är smittad om inte ett test för hiv görs. Oavsett om någon genomgått en primär hivinfektion eller inte är denne smittbärare.

## Symptom
På grund av symptomens likhet med andra infektionssjukdomar gör detta att det är lätt att avfärda symptomen som en harmlös infektion.
I fallande skala är följande symptom karaktäristiska vid primär hivinfektion:
- Feber (mer än 38 grader C)
- Trötthet
- Hudutslag
- Muskelvärk
- Huvudvärk
- Halsont
- Svullna lymfkörtlar (på halsen, i armhålorna och i ljumskarna)
- Ledvärk
- Sår i svalget
- Smärta vid sväljning
- Viktnedgång
- Illamående
- Diarré
- Nattsvettningar
- Hosta
- Dålig aptit
- Svamp i munnen (torsk)
- Kräkningar
- Ljusskygghet
- Ont i ögonen
- Genitala sår
- Tonsillit (halsfluss)
- Depression
- Yrsel

Symptomen och svårighetsgraden av desamma vid primär hivinfektion kan variera från individ till individ.